# Mount-Mackay-Nationalpark
Der Mount-Mackay-Nationalpark (englisch Mount Mackay National Park) ist ein 36,8 Quadratkilometer großer Nationalpark in Queensland, Australien. Er ist Teil des UNESCO-Weltnaturerbe Wet Tropics of Queensland und gehört zur Coastal Wet Tropics Important Bird Area, die von BirdLife International als solche ausgewiesen wurde, weil sie für die Erhaltung der Vögel des tropischen Küstenregenwaldes wichtig ist.
In der Nachbarschaft liegen die Nationalparks Japoon, Tully Gorge, Djiru, Hull River und Girramay.

## Lage
Er liegt in der Region North Queensland etwa 170 Kilometer nördlich von Townsville und 115 Kilometer südlich von Cairns. Die nächstgelegene Stadt ist Innisfail. Von hier erreicht man den Park über den Bruce Highway Richtung Süden. Nach 45 Kilometern passiert man den Park auf der Höhe des Ortes Tully. Im Park selbst gibt es keine Besuchereinrichtungen.

## Flora und Fauna
Der Park schützt die höher gelegenen Gebiete um den gleichnamigen Mount Mackay. Der über 700 Meter hohe, mit primärem, tropischem Regenwald bewachsene Gipfel erhebt sich über 600 aus der umliegenden Ebene. Er ist daher in der Vergangenheit weitgehend von Rodung und landwirtschaftlicher Nutzung verschont geblieben. Hier sind zahlreiche bedrohte Tiere und Pflanzenarten heimisch, wie etwa der Common Mist Frog (Litoria rheocola), der Helmkasuar (Casuarius casuarius johnsonii) aber auch der Apollo Jewel Butterfly (Hypochrysops apollo apollo), ein Schmetterling aus der Familie der Bläulinge.